# Кленовски Вепор
Кленовски Вепор (словац. Klenovský Vepor) — вершина горного массива Вепорске Врхи части Словацких Рудных гор в центральной Словакии. Высота — 1 338,2 метра.
Наивысшая в группе, так называемых, Балоцких Врхов (слов. Balocké vrchy).
Кленовски Вепор — наиболее известный пик горного массива Вепорске Врхи.
Является частью национального заповедника.
Ниже хребта на северных и северо-западных склонах защищен естественной растительностью: смешанными лесами — ель, пихта, бук, рябина и платан.
По Кленовски Вепор проходит основной туристический маршрут Рудная магистраль (Rudná magistrála).